# أسرة فيتلسباخ

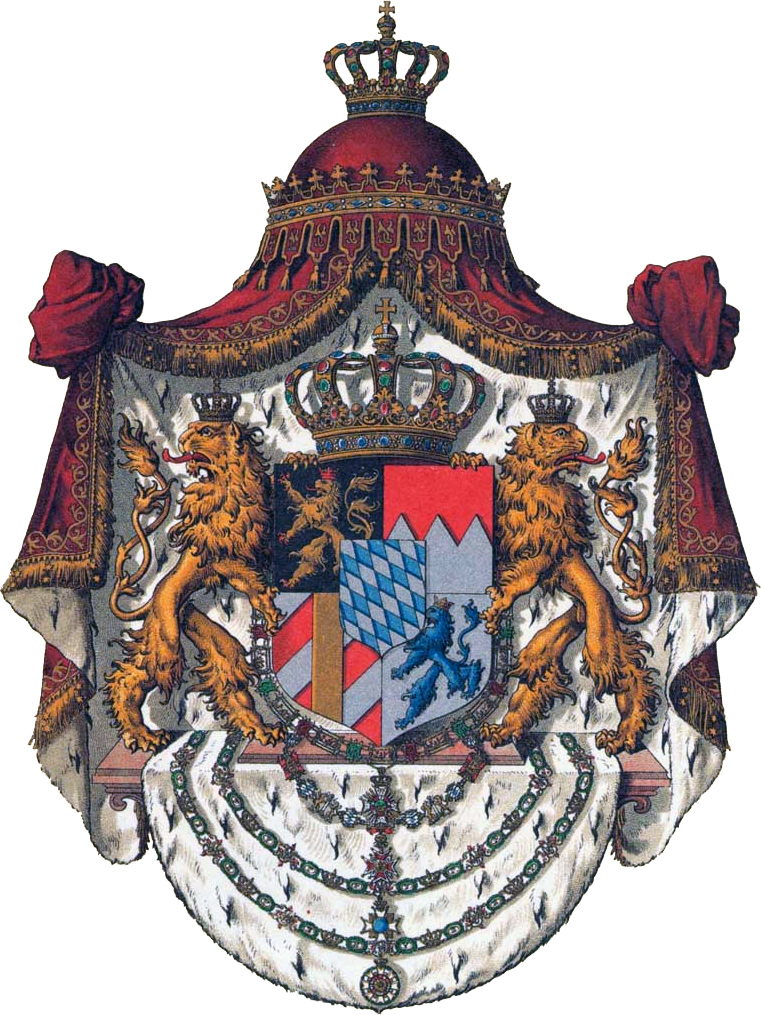
شعار آل ڤيتّلسباخ من بافاريا

ڤيتّلسْبَاخ (بالألمانية: Wittelsbach) عائلة مالكة أوروبية وسلالة ألمانية من بافاريا.
برتولد المارغريف البافاري (توفي 980)، هو الجد الأكبر لأوتو الأول كونت شييرن (توفي 1072)، استولى ابنه الثالث أوتو الثاني كونت داخاو على قلعة فيتلسباخ (قرب أيشاخ). ترك كونتات شييرن قلعة شييرن (شيدت حوالي سنة 940) في عام 1119 إلى قلعة فيتلسباخ.
الكونت أوتو الثاني هو الجد الأكبر لأوتو الرابع كونت بالاتينات بافاريا (توفي 1156)، والذي نُصّبَ إبنه أوتو على دوقا لبافاريا من قبل الإمبراطور فريدريك الأول بربروسا في عام 1180 بعد سقوط هاينريش الأسد. واكتسب لودفيغ الأول ابن الدوق أوتو أيضا بالاتينات في عام 1214، التي يملك حاكمها صفة الأمير الناخب المهمة. وأدى ذلك إلى انقسامها إلى فرعين الأول في بافاريا والآخر في بالاتينات الراينية حتى القرن الثامن عشر.
دمرت قلعة فيتلسباخ نفسها في سنة 1209 بعد أن قام الكونت أوتو فيتلسباخ، وهو ابن شقيق الدوق أوتو، بقتل ملك ألمانيا فيليب دوق شوابيا. ولم يعد بنائها أبدا.
تضم العائلة اثنين من أباطرة الرومانية المقدسة : لودفيغ الرابع (1328-1347) وكارل السابع (1742-1745)، وطوال نصف قرن من عام 1373 حكمت براندنبورغ أيضا شمال شرق ألمانيا.
حكم آل فيتلسباخ دوقية بافاريا حتى عام 1918، وبالاتينات الراينية حتى عام 1805 والتي ضمت إلى بافاريا عام 1815، وكان نابليون قد استولى عليها عام 1806.

## وصلات خارجية
- The Royal Family of Bavaria - House of Wittelsbach
- The Royal House of Bavaria
- Genealogy of the House of Wittelsbach